# 서사무엘
서사무엘(본명: 서동현, 1991년 5월 3일 ~ )은 대한민국의 가수, 작곡가, 작사가이다. 2010년 싱글 EP를 첫 발표한 이후 2015년 1집 음반을 발표하였다.

## 수상
- 2020년 제17회 한국대중음악상 최우수 알앤비&소울 음반상 <The Misfit>
- 2016년 제13회 한국대중음악상 최우수 알앤비&소울 음반상 <Frameworks>

## 디스코그래피
- 2020 Album [UNITYII]
- 2020 EP [D I A L]
- 2020 Single ‘Let us talk’
- 2020 Album [The Misfits]
- 2019 Single ‘비가 그쳤네’
- 2019 Single ‘I hate holidays’
- 2018 Album [UNITY]
- 2018 Single ‘Jazz in My’
- 2017 Single ‘Off You’
- 2017 Single ‘Elbow’
- 2016 Single ‘창문’
- 2016 Single ‘Float’
- 2016 Album [EGO EXPAND (100%)]
- 2016 Single ‘Kafka’
- 2015 Album [Frameworks]
- 2015 Single ‘New Dress Girl’

## 출연작

### TV 프로그램
- 2016년 엠넷 《싱스트리트》
- 2018년 엠넷 《브레이커스》
- 2020년 MBC 《복면가왕》 285, 286회

### 라디오
- 2020년 tbs eFM <Men On Air>

Friday Streaming with Sameuel seo
- 2020년 아리랑 라디오 <SUPER K-POP>

Oh My Idol with 서사무엘